# (2465) Wilson
(2465) Wilson es un asteroide perteneciente al cinturón de asteroides, descubierto el 2 de agosto de 1949 por Karl Wilhelm Reinmuth desde el Observatorio de Heidelberg-Königstuhl, Alemania.

## Designación y nombre
Designado provisionalmente como 1949 PK. Fue nombrado Wilson en honor al astrónomo británico Robert Wilson (1927-2002).